# Triangle Jove
El Triangle Jove és un òrgan que aglutina el Consell de Joventut de les Illes Balears, el Consell Nacional de la Joventut de Catalunya i el Consell Valencià de la Joventut. El centre d'interès d'aquest òrgan és establir contactes (intercanvi d'informació, etc.) i coordinació en activitats de diversa mena, especialment pel que fa a l'àmbit de la llengua catalana i la cultura dels territoris de parla catalana.